# Cementerio protestante de Tharsis
El cementerio protestante de Tharsis, también conocido como cementerio inglés de Tharsis, es un antiguo camposanto que se halla situado junto al área del Pueblo Nuevo de Tharsis, dentro del término municipal de Alosno, en la provincia de Huelva (España). En la actualidad se encuentra rehabilitado.
Desde 2014 está inscrito en el Catálogo General del Patrimonio Histórico Andaluz y cuenta con la catalogación de Bien de Interés Cultural.

## Características
El cementerio se encuentra situado a unos 2,5 kilómetros al sur del pueblo de Tharsis, cerca del yacimiento de Corta Filón Sur. Antiguamente el recinto disponía de dos espacios separados por gruesos muros de piedra y sus paredes se encontraban recubiertas de hiedra. El camposanto fue construido hacia 1875 y alberga los enterramientos de los miembros del «staff» de la Tharsis Sulphur and Copper Company Limited que fallecieron en la zona durante la etapa en que esta empresa explotó las minas de Tharsis. El último entierro que se realizó fue el de Phyllis Tracey Gray, que falleció en 1988.
Tras años de abandono, entre 2007 y 2009 se llevaron a cabo unas obras de restauración en el recinto.